# Dasymallomyia signata
Dasymallomyia signata är en tvåvingeart som beskrevs av Enrico Adelelmo Brunetti 1911. Dasymallomyia signata ingår i släktet Dasymallomyia och familjen småharkrankar. Inga underarter finns listade i Catalogue of Life.